# Josef Hager (Maler)

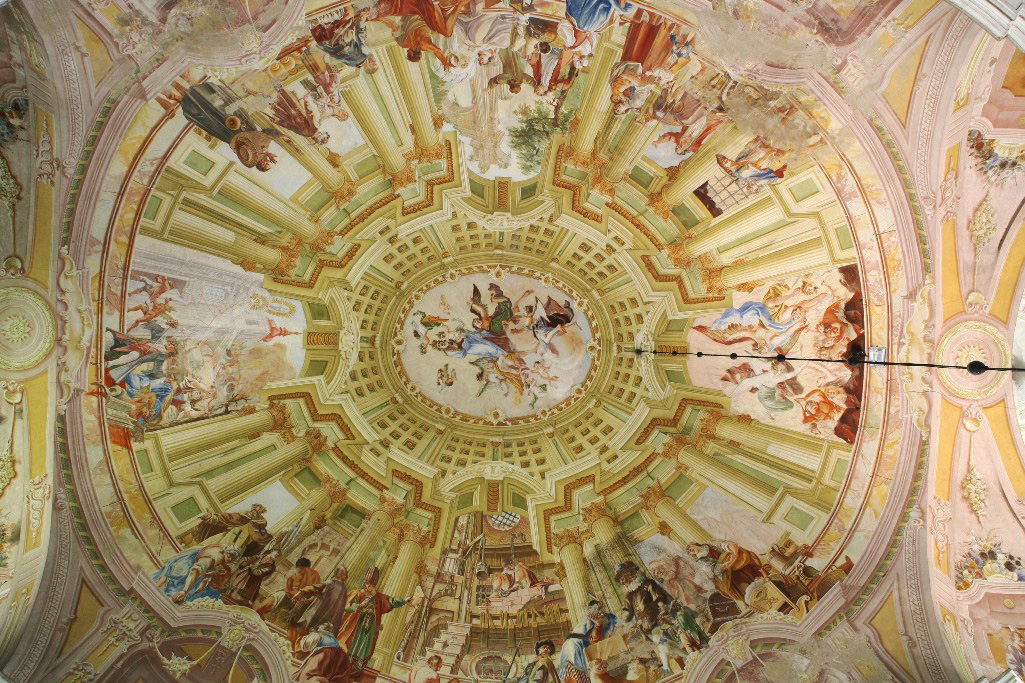
Deckengemälde der Wallfahrtskirche Maria Trost in Klösterle

Josef Hager (* 1726 in Preßnitz; † 12. Oktober 1781 auf der Prager Kleinseite) war ein deutsch-böhmischer Barockmaler und als Architekturmaler ein Meister der illusionistischen Scheinarchitektur.

## Leben und Wirken
Josef Hager absolvierte eine Ausbildung beim Maler Johann Karl Kowarz (1709–1749) in Prag und bei den Szenografen Antonio d’Agostino und Antonio Galli da Bibiena in Wien.
Auf Grund seines Könnens wurde er von vielen Bauherren geschätzt, so dass er in verschiedenen Orten Böhmens, aber auch in Wranau bei Brünn in Mähren, tätig war und sich 1753 auch in Dresden aufhielt. Über seine Lebensumstände ist wenig bekannt. Sein Hauptwohnsitz war offensichtlich in Prag, wo er am 16. Juli 1753 in der Kirche St. Nikolaus auf der Prager Kleinseite Barbara Nusser (1729–1771) geheiratet hat, mit der er fünf Kinder hatte.
Im Jahr 1753 arbeitete er als Assistent des Dresdner Hofmalers Franz Karl Palko (1724–1767) zusammen mit Josef Joachim Redelmayer (1727–1788) in der katholischen Hofkirche in Dresden am Fresko der Glorifizierung des hl. Johannes von Nepomuk in der gleichnamigen Kapelle.
Zusammen mit Palko, Redelmayer und Joachim Thomas war er auch an der Ausmalung der Kirche St. Nikolaus auf der Prager Kleinseite beteiligt.
Seine illusionistisch gemalten Scheinkuppeln in sogenannter Quadraturmalerei findet man in der Wallfahrtskirche Maria Trost in Klösterle (1752–1760), in der Heiliggeistkirche in Liban (1755), in der Kirche St. Peter und Paul in Bezno, im Piaristenkollegium in Prag und in der Adalbertkirche in Weipernitz. Hager scheint sich dabei den Tiroler Maler Andrea Pozzo (1642–1709) zum Vorbild genommen zu haben, der sich durch seine gemalten Kuppelarchitekturen ausgezeichnet hat. Umfangreiche Arbeiten hat er auch am Veitsdom in Prag durchgeführt. Illusionistisch gestaltete Altäre schuf er in der Dekanatskirche in Braunau (1765), in der Kirche der St. Simon und Judas im Prager Kloster der Barmherzigen Brüder und in der Dreifaltigkeitskirche in Drahobuditz.
Im Jahre 1769 war er als Theatermaler in Dresden tätig.
Im Schloss in Měšice übernahm er die malerische Ausgestaltung des Hauptsaals (1771). Er gestaltete hier acht einzelne gerahmte Wandgemälde mit abstrakter Architektur nach graphischen Blättern von Giovanni Battista Piranesi (1720–1778).
Zusammen mit Redelmayer (1779) übernahm er den Auftrag für die Fresken in der Kreuzerhöhungskirche in Wostruschno bei Jitschin.
Für den General Gideon von Laudon übernahm er die Ausmalung des umgebauten Schlosses in Bečwar bei Kolin (1766–1774). Seine Signatur „Pict. et Arch.“ zeigt, dass er sich stets als Maler und Architekt gesehen hat.

## Werke
- St. Nikolaus-Kirche auf der Kleinseite in Prag (Kostel sv. Mikuláše na Malé Straně): Fresken im östlichen Teil der Kirche und das Fresko der hl. Cäcilia am Gewölbe über der Chorempore (1752–1760)[3]
- Heiliggeistkirche in Liban, Okres Jičín (Kostel sv. Ducha v Libáni): Illusionistische Kuppelmalerei mit der Signatur „Jos. Haager Pict. et Arch. 1755“
- Wallfahrtskirche Maria Trost in Klösterle an der Eger (Kostel Panny Marie Utěšitelky v Klášterci nad Ohří): Illusionistische Kuppelmalerei (1752–1760)
- Fresken in der Annenkapelle in Bergreichenstein (Kašperské Hory), Okres Klatovy (1757)[4][5]
- Kapelle im Kanonikerhaus des Bischofs Emmanuel von Wallenstein am Hradschiner Platz (Hradčanské náměstí) Nr. 63 in Prag
- Erzabtei Břevnov in Prag-Breunau: Grabmal des hl. Gunther an der Außenseite der Margarethen-Kirche, im Billardzimmer und die Wandmalereien in der Klausur (1761)
- Kirche der hl. Peter und Paul in Bezno, Okres Mladá Boleslav (Kostel sv. Petra a Pavla v Bezně): Illusionistische Kuppelmalerei (1764)
- Kirche der hl. Peter und Paul in Braunau, Okres Náchod (Kostel sv. Petra a Pavla v Broumově): Illusionistischer Altar (1765)
- Stift Braunau (Broumovský klášter): Fresken im Steinsaal des Südflügels (1765)
- Annenkirche in Wiesen (Vižňov), Okres Náchod (Kostel sv. Anny ve Vižňově): Illusionistischer Altar (1765)
- Servitenkloster in der Prager Altstadt (Klášter servitů na Starém Městě v Praze)
- Schloss Meschitz, Okres Praha-východ (Zámek Měšice): Hauptsaal mit Architektur-Bildern nach Piranesi (1771)
- Kirche der hl. Simon und Judas in der Prager Altstadt (Kostel sv. Šimona a Judy v Praze): Illusionistischer Altar (1773)
- Schloss Bečwar, Okres Kolín (Zámek Bečváry): Wand- und Deckenmalerei im Hauptsaal mit den Fresken „Die Eroberung von Troja nach der Aeneis“, signiert von Josef Hager und Josef Redelmayer sowie die Schlosskapelle (1774)[6]
- Dreifaltigkeitskirche in Drahobuditz (Drahobudice), Okres Kolín (Kostel Nejsvětější Trojice v Drahobudicích): Illusionistischer Altar
- Paulanerkloster in Wranau bei Brünn (Klášter ve Vranově u Brna): Klosterkapelle und Oratorium in der Kirche Mariä Geburt (1777)
- Piaristenkollegium in Prag (Piaristická kolej v Praze): Illusionistische Kuppelmalerei in der Bibliothek, Ausmalung von Refektorium und Kapelle (1778)
- Kapelle des hl. Lazarus am Friedhof in Prag-Breunau (Kaple sv. Lazara Břevnov) mit Fresken des Jüngsten Gerichts (1778)
- Kreuzerhöhungskirche in Wostruschno bei Jitschin (Kostel Povýšení sv. Kříže v Ostružnu u Jičína) (1779)
- Adalbertkirche in Weipernitz bei Pilsen (Kostel sv. Vojtěcha ve Vejprnicích u Plzně) zusammen mit Josef Joachim Redelmayer (1781): Illusionistische Kuppelmalerei
- Kirche St. Wenzel am Zderaz in der Prager Neustadt (Kostel sv. Václava na Zderaze): Gewölbemalerei
- Kapelle der Heiligen Dreifaltigkeit und der Unbefleckten Empfängnis im ehem. Theresianischen Damenstift im Rosenberg-Palais auf der Prager Burg (Tereziánský ústav šlechtičen na Pražském hradě – Kaple Nejsvětější Trojice) zusammen mit Johann Peter Molitor (1702–1756), siehe BLKÖ:Molitor, Johann Peter

## Werke (nicht erhalten)
- Johann-Nepomuk-Kapelle in der Katholischen Hofkirche in Dresden (1753, 1945 zerstört)[7]
- Cyriakus-Kloster in der Prager Altstadt (Klášter cyriaků) (1759, Ende 19. Jhdt. abgerissen)
- Karmeliterkloster auf der Kleinseite in Prag (Klášter karmelitánů) (1765)
- Malerei der vorläufigen Fassade am Prager Veitsdom (Chrám sv. Víta, Václava a Vojtěcha) (1771/72)
- Ausschmückung des Veitsdoms zum Jubiläum der Heiligsprechung des Johannes Nepomuk (1779)
- Gloriette im Schloss Nový Zámek in Neugarten bei Böhmisch Leipa (Zámek v Zahrádkách u České Lípy)

## Bilder

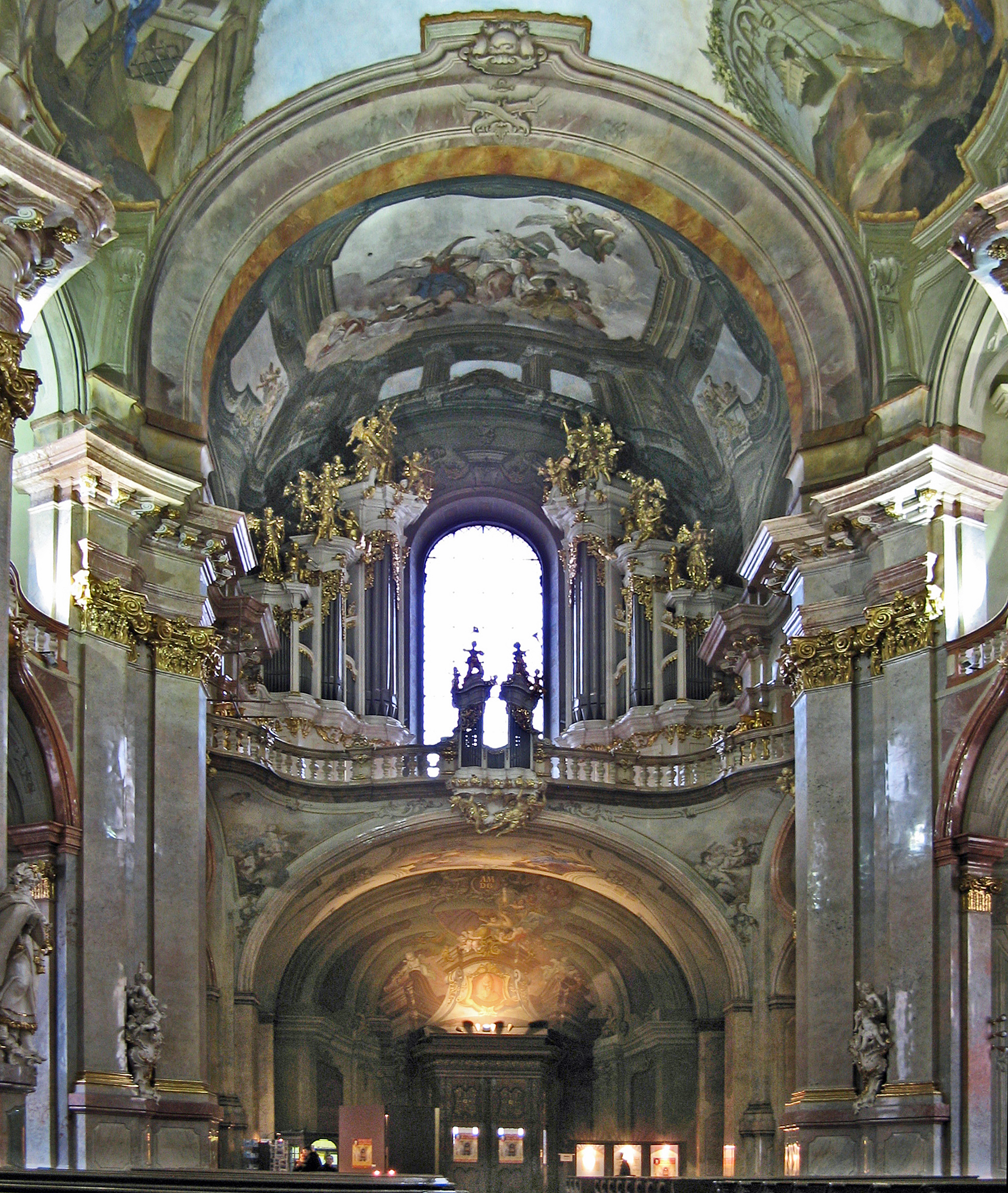
Fresko der hl. Cäcilie oberhalb der Chorempore der Niklaskirche auf der Prager Kleinseite
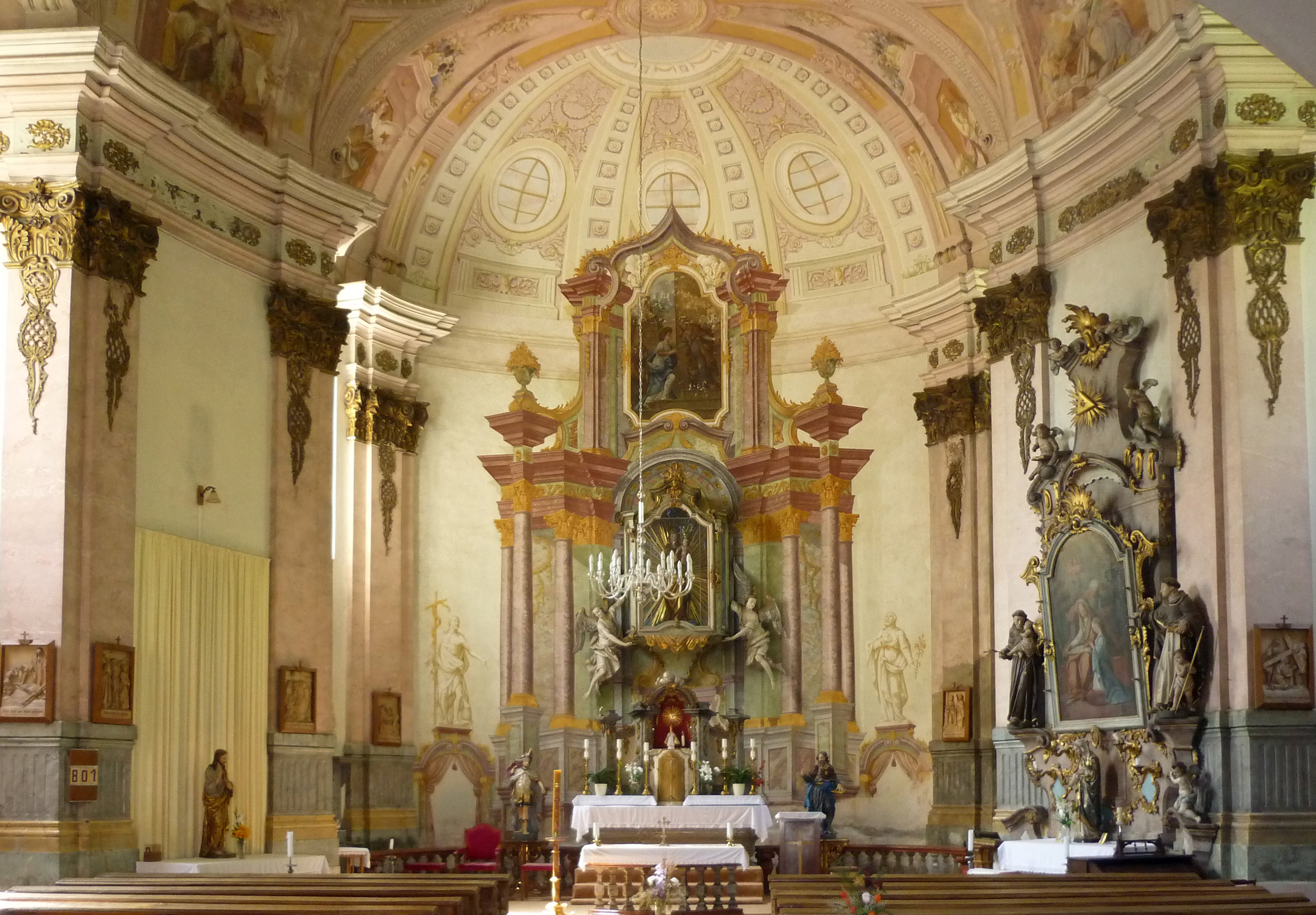
Scheinarchitektur im Altarraum der Wallfahrtskirche Maria Trost in Klösterle
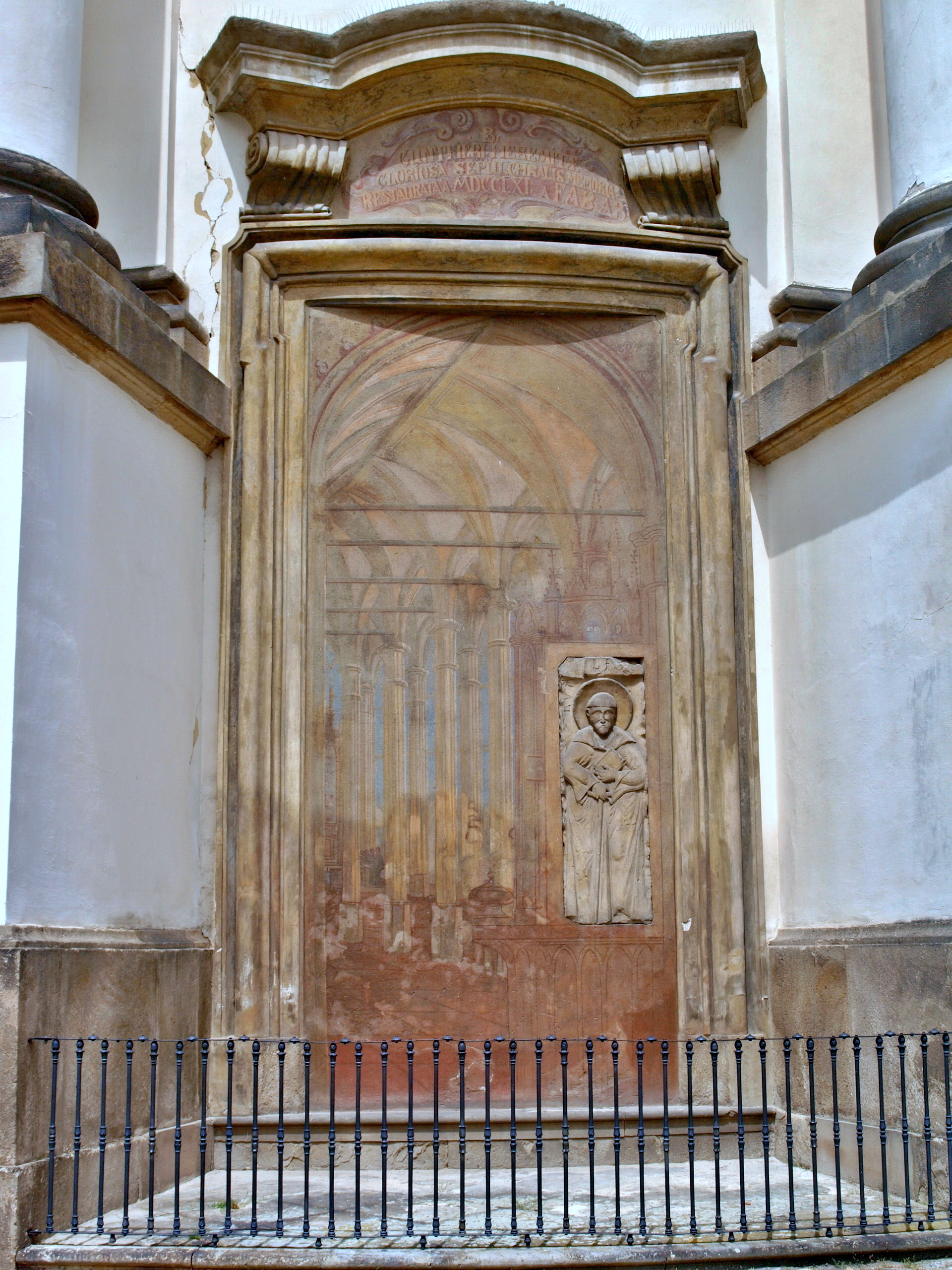
Grabmal des hl. Gunther an der Margarethen-Kirche im Stift Břevnov
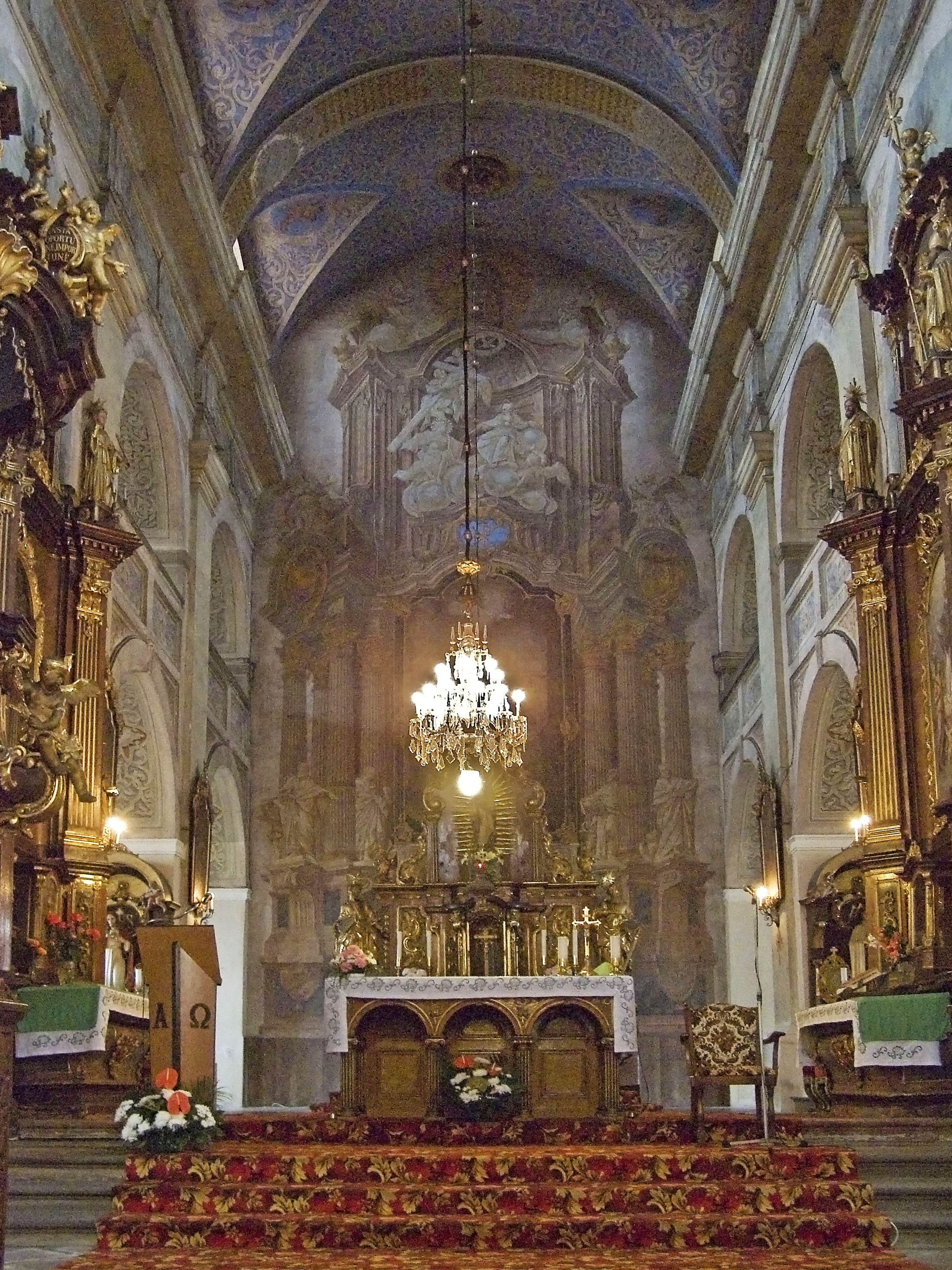
Scheinarchitektur im Altarraum der Kirche der hl. Peter und Paul in Broumov
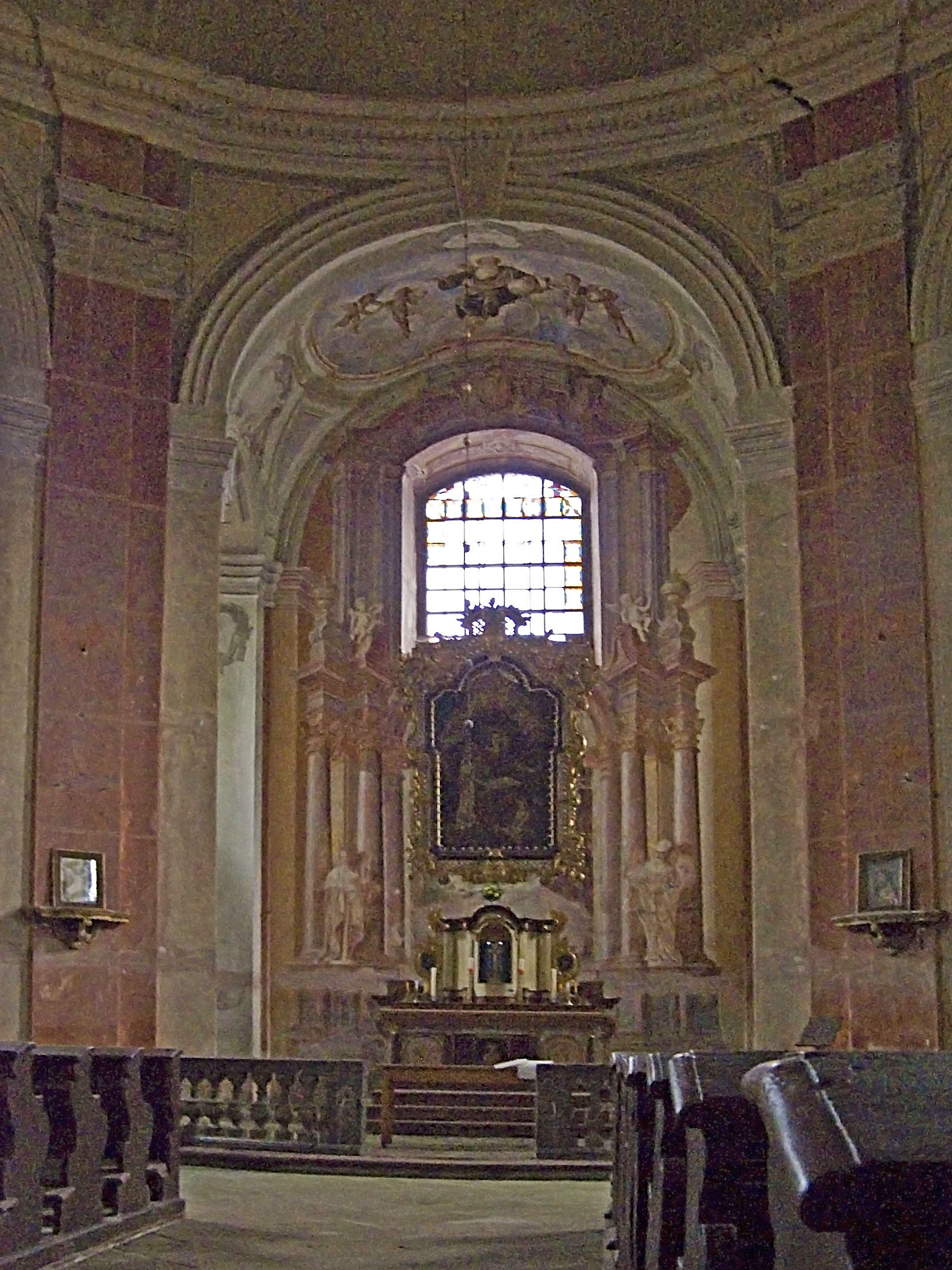
Scheinarchitektur im Altarraum der Annenkirche in Vižňov
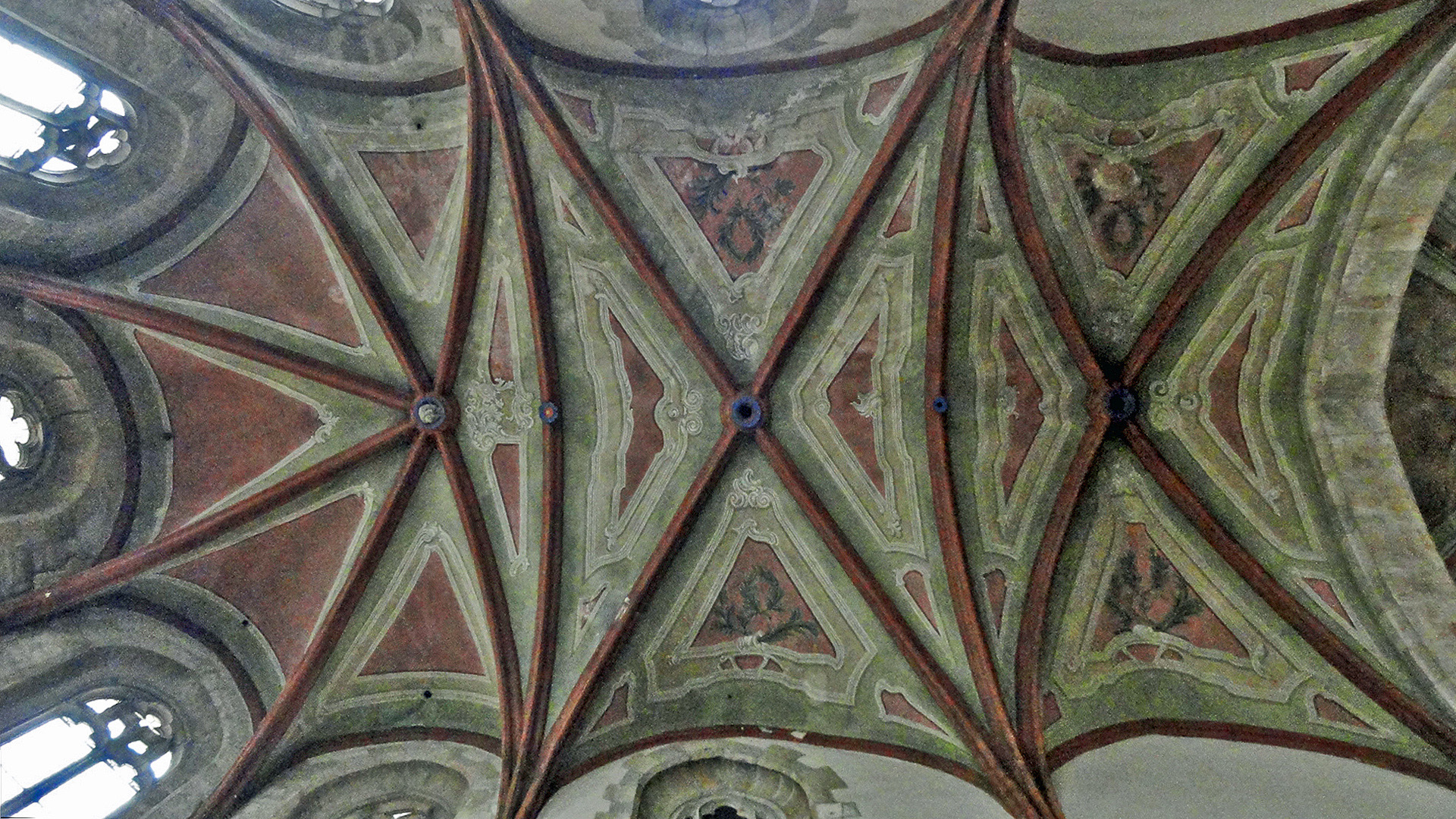
Gewölbemalerei im Chorraum der Kirche St. Wenzel am Zderaz in der Prager Neustadt
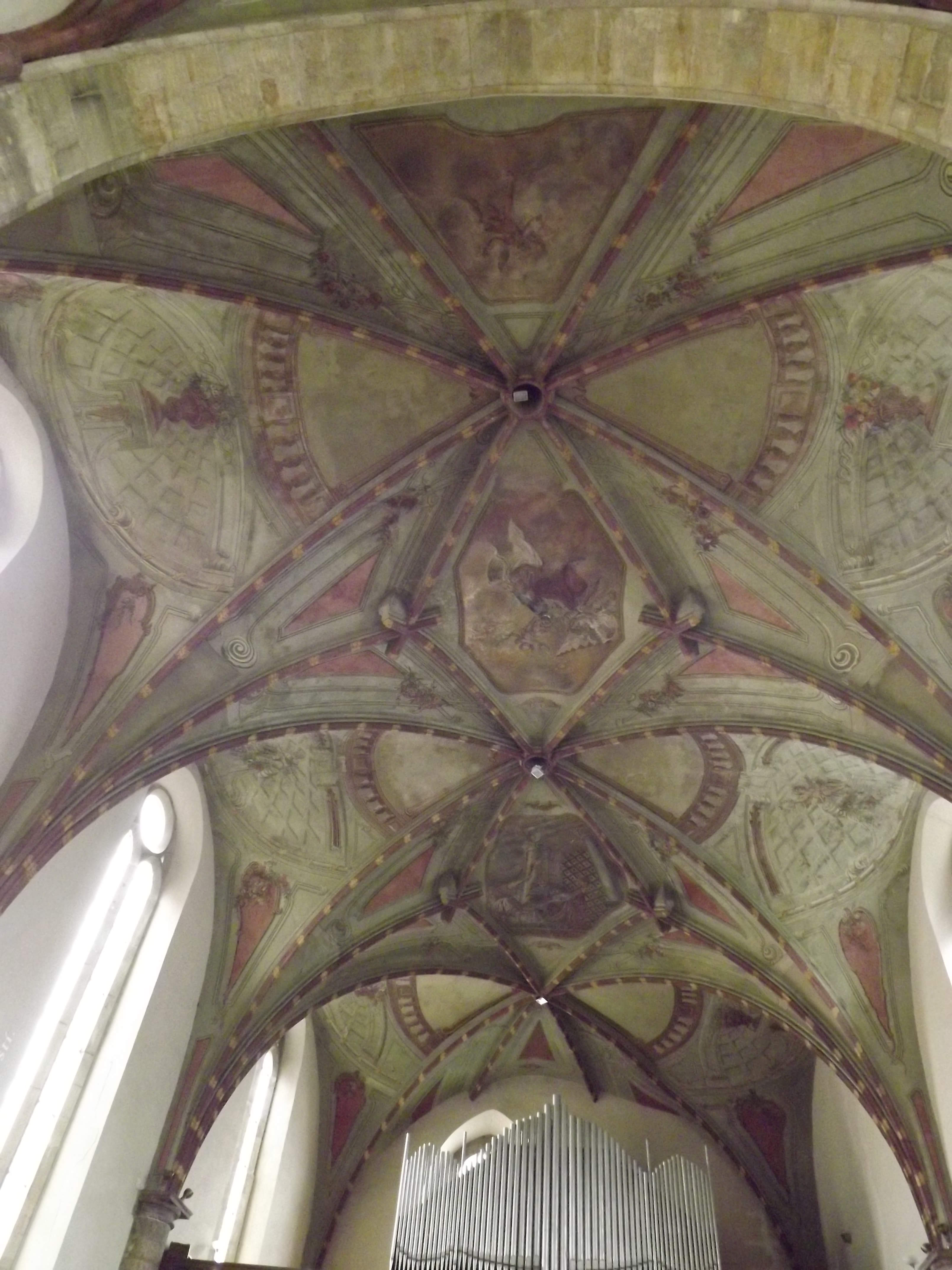
Gewölbemalerei im Kirchenschiff der Kirche St. Wenzel am Zderaz in der Prager Neustadt
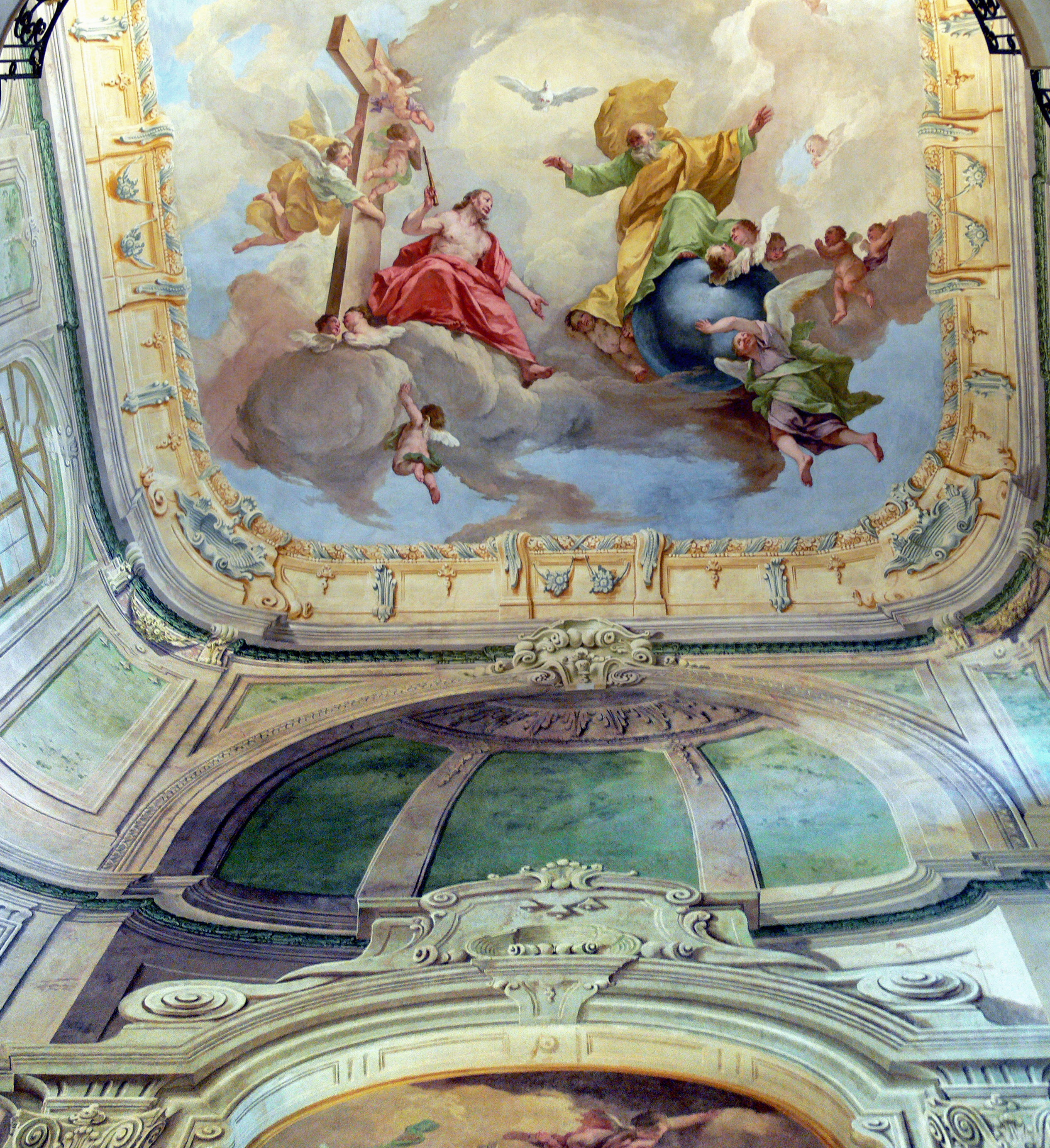
Dreifaltigkeitskapelle im ehem. Theresianischen Damenstift auf der Prager Burg
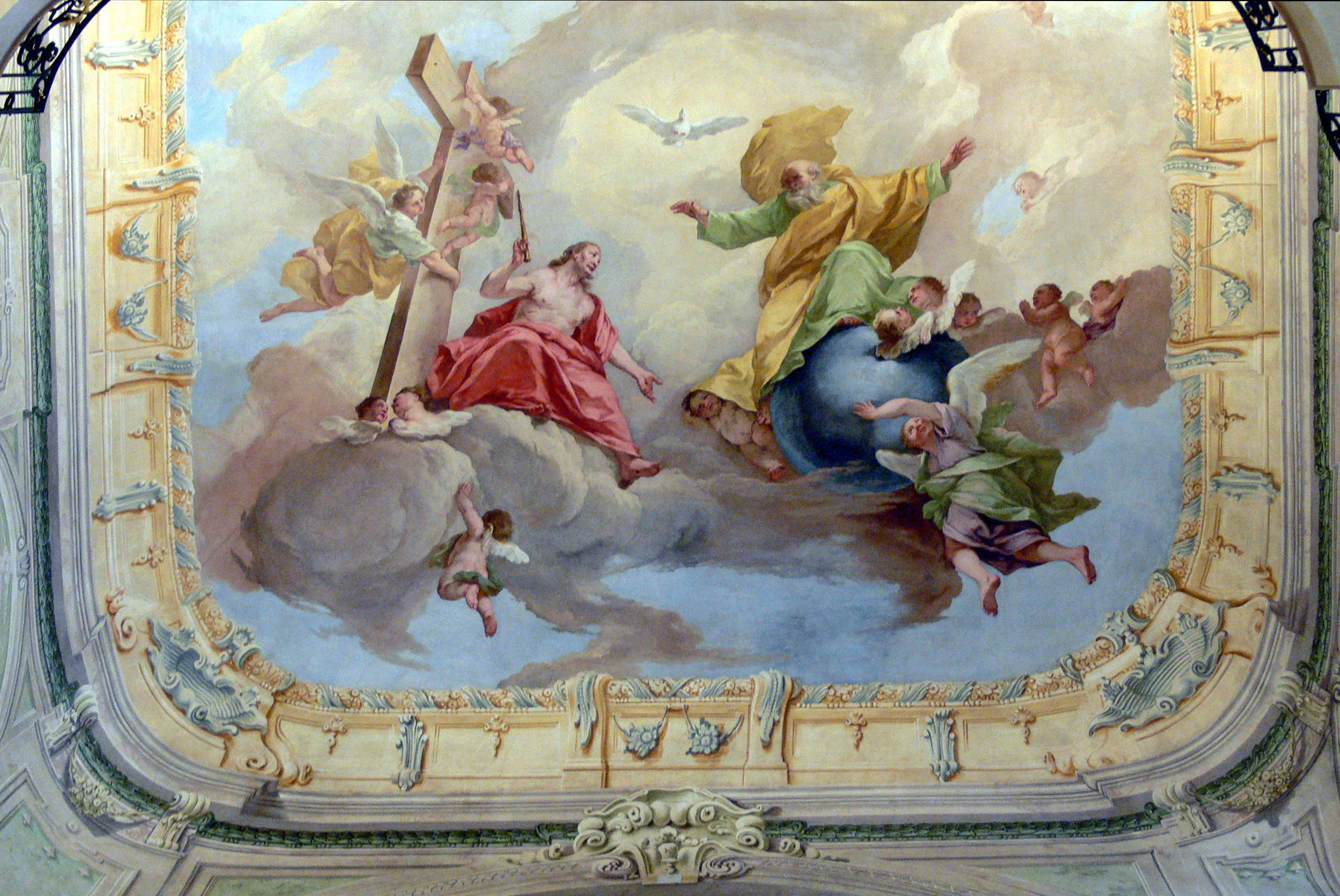
Deckengemälde der Dreifaltigkeitskapelle im ehem. Theresianischen Damenstift
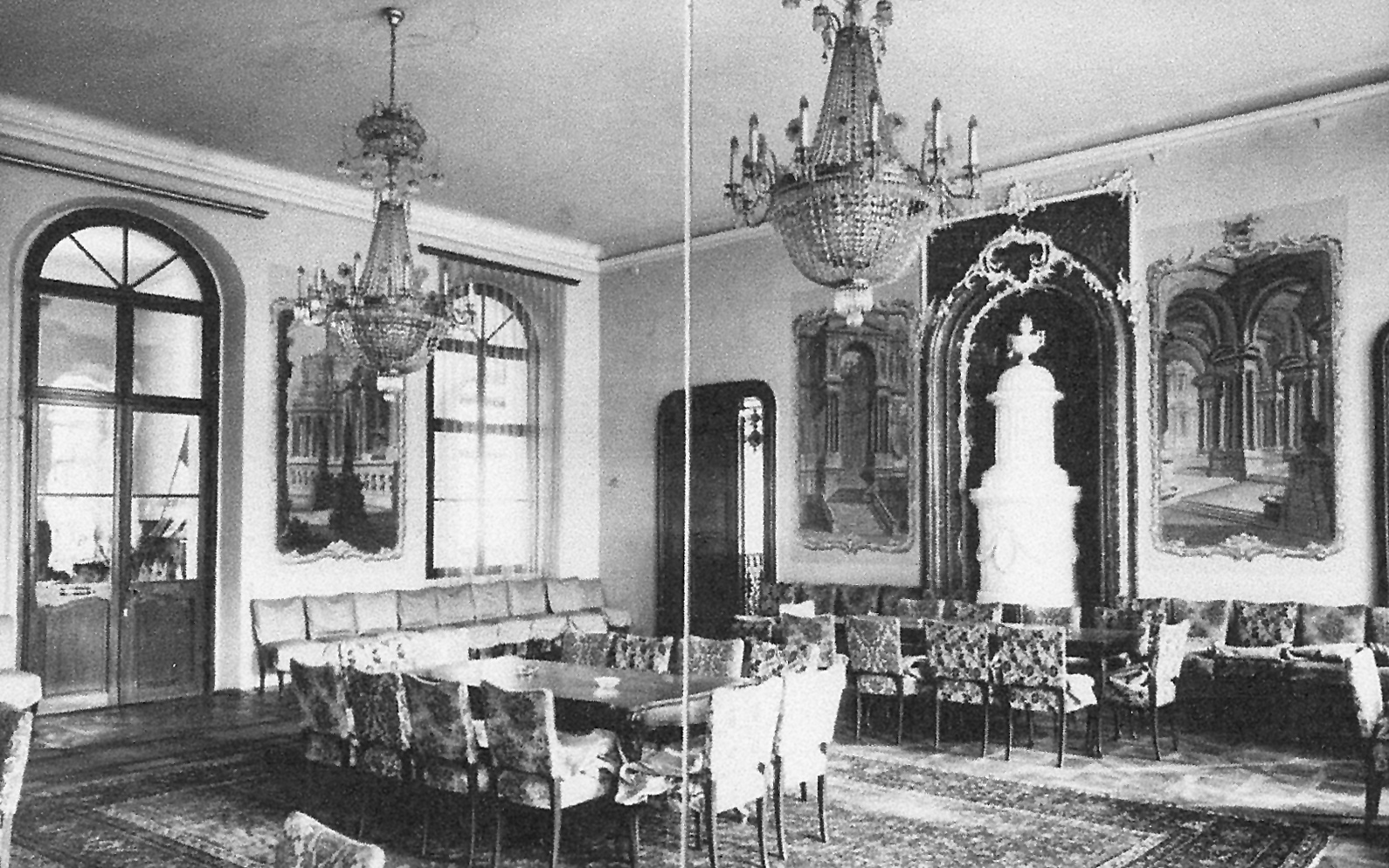
Saal im Schloss Meschitz mit gerahmten Wandbildern nach Piranesi
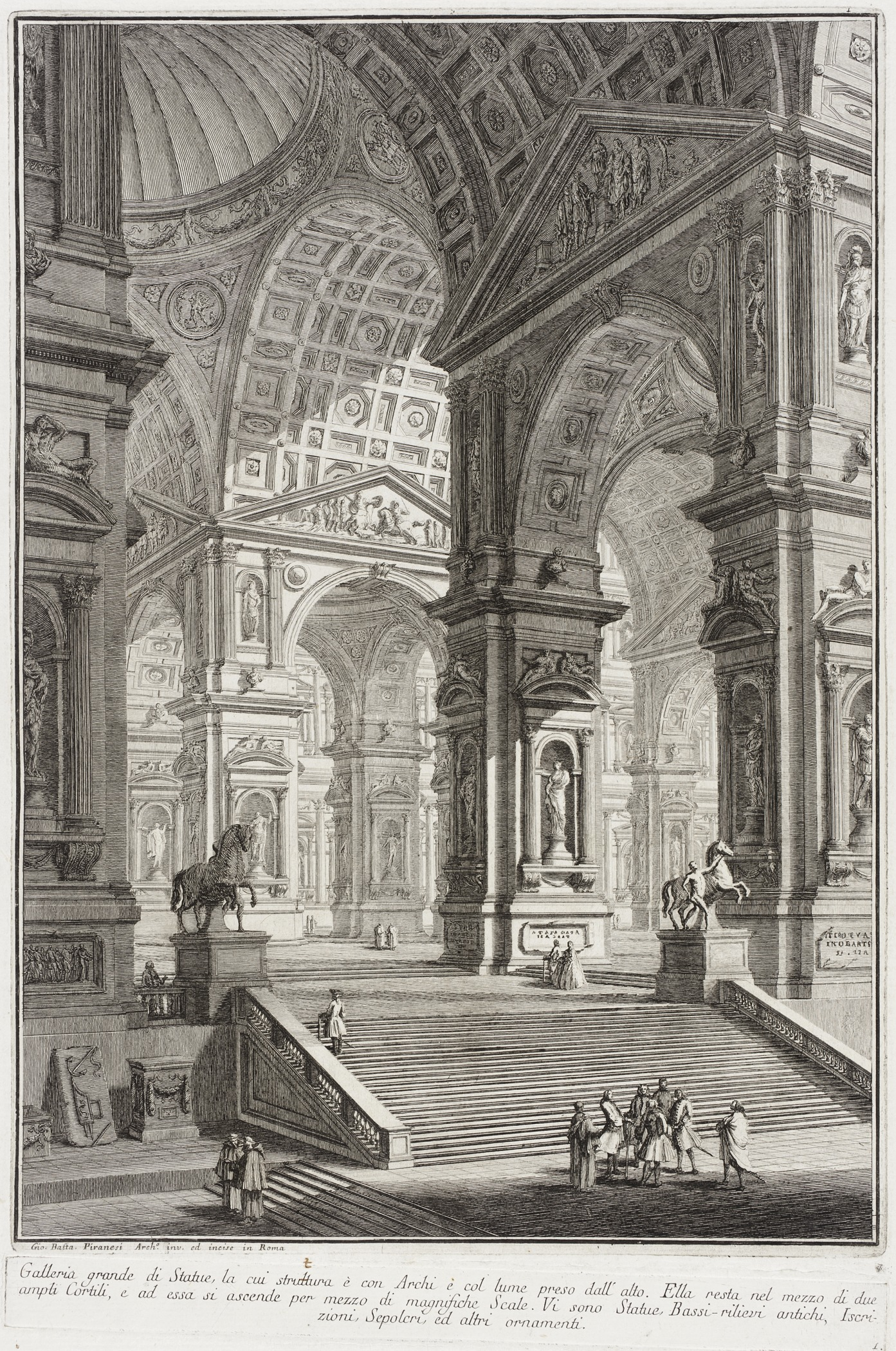
Galleria di Statue, ein Blatt von Piranesi als Vorlage für ein Wandbild im Schloss Meschitz